# Salomy Jane

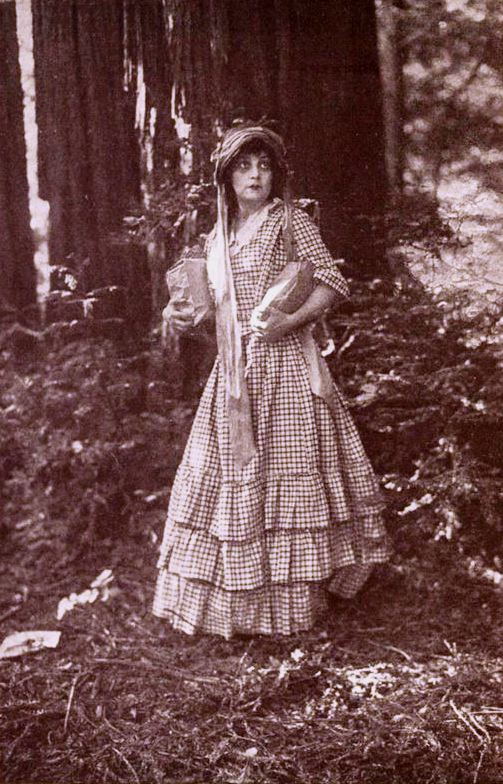
Beatriz Michelena dans une scène du film.

Salomy Jane est un western américain réalisé par William Nigh et sorti en 1914, d'après le roman Salomy Jane's Kiss de Bret Harte et la pièce de Paul Armstrong inspirée elle-même du roman.

## Synopsis
Dans les années 1850, dans l’espoir de trouver de l’or, Madison Clay et sa fille, Salomy Jane arrivent du Kentucky dans le camp minier californien de Hang Town. Salomy, courtisée par tous les hommes de la ville, dit à l'un d'eux, Rufe Waters, dans un accès de colère, qu'elle l'épousera s'il tue Baldwin, une brute qui l'a insultée. Cependant, lorsque Rufe se rend dans la cabane de Baldwin, il découvre qu'il vient d'être étranglé par un mystérieux inconnu, Jack Dart. Rufe s’attribue le mérite de la mort de Baldwin pour impressionner Salomy. 

## Fiche technique
- Réalisation : William Nigh
- Scénario : Paul Armstrong, d'après le roman Salomy Jane's Kiss de Bret Harte et la pièce de Paul Armstrong
- Production : Alexander E. Beyfuss
- Photographie : Arthur A. Cadwell, Arthur Powelson
- Genre : Western
- Pays de production :  États-Unis
- Distributeur : Alco Film Corporation
- Durée : 87 minutes
- Dates de sortie :
  - États-Unis : 8 octobre 1914 première à San Francisco
  - États-Unis : 27 octobre 1914 première à New York
  - États-Unis : 2 novembre 1914

## Distribution
- Beatriz Michelena : Salomy Jane
- House Peters : The Man
- William Pike : "Red Pete" Heath
- Clara Beyers : Mrs Heath
- Lorraine Levy : Anna May
- Loretta Ephran : Mary Ann
- Walter Williams : Willie Smith
- Demetrios Mitsoras : Gallagher
- Andrew Robson : Yuba Bill
- Matt B. Snyder : Madison Clay
- Harold B. Meade : Baldwin

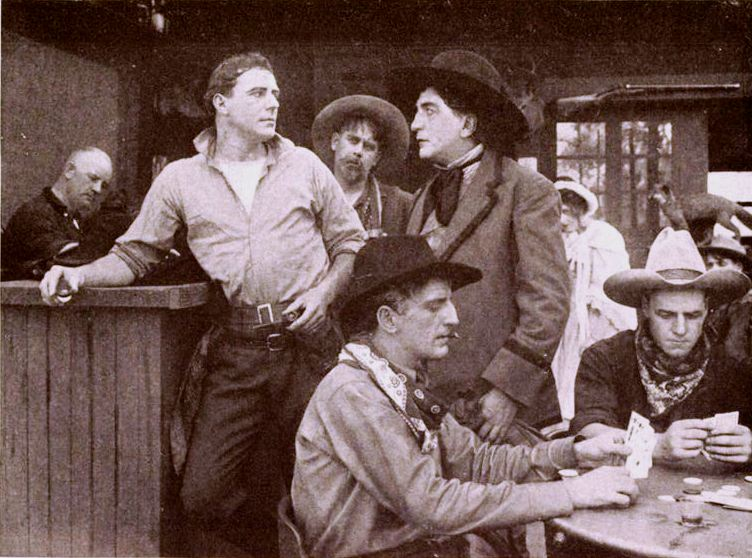
William Pike et House Peters dans une scène du film.

- Clarence Arper : Colonel Starbottle
- Harold Entwistle : Larabee
- Fred Snook : Seth Low
- Ernest Joy : Marbury
- William Nigh : Rufe Waters
- Jack Holt : Cowboy dans le saloon (non crédité)

## Redécouverte du film
Le film était considéré comme perdu à cause d'un incendie survenu en 1931 dans les studios de San Rafael en Californie. Cependant une copie a été retrouvée en Australie en 1996, et a été préservée à la Bibliothèque du Congrès.